# Kamil Wilczek
Kamil Wilczek (Wodzisław Śląski, 14 de enero de 1988) es un exfutbolista polaco que jugaba de delantero.

## Trayectoria
Formado en la escuela de fútbol de su ciudad natal, WSP Wodzisław Śląski, pasó a formar parte de las filas del LKS Silesia Lubomia en el que estuvo durante una temporada. La siguiente temporada empieza su "aventura" española junto a un antiguo compañero de la WSP Wodzisław Śląski y del Silesia Lubomia, Kamil Glik, yendo al equipo de la U. D. Horadada en un principio y luego al Elche Ilicitano, filial del Elche C. F.
Tras su paso por tierras españolas, vuelve al fútbol polaco pasando por varios clubes, siendo la temporada 2014-15 la más afortunada pues logra ser el máximo goleador de la Ekstraklasa con 20 goles en el Piast Gliwice aparte de recibir los trofeos de delantero la de temporada y jugador de la temporada.
La siguiente temporada ficha por el Carpi F.C. 1909 de la Serie A italiana, para fichar en enero de 2016 por el equipo danés del Brøndby IF.
En el verano de 2020 se hizo oficial su traspaso al Football Club Copenhague de Dinamarca. Abandonó el club a finales de enero de 2022 para volver al Piast Gliwice, donde puso fin a su carrera en agosto de 2024.

## Selección nacional
Kamil Wilczek fue internacional tras ser convocado para dos amistosos contra Alemania y Gibraltar, pero su debut fue contra Kazajistán al sustituir a Łukasz Teodorczyk.

## Palmarés

### Títulos nacionales
| Título            | Club       | País      | Año     |
| ----------------- | ---------- | --------- | ------- |
| Copa de Dinamarca | Brøndby IF | Dinamarca | 2017-18 |

### Distinciones individuales
| Distinción                                  | Año     |
| ------------------------------------------- | ------- |
| Máximo goleador de la Ekstraklasa           | 2014-15 |
| Delantero de la temporada de la Ekstraklasa | 2014-15 |
| Jugador de la temporada de la Ekstraklasa   | 2014-15 |